# Xã Greenfield, Quận Monroe, Arkansas
Xã Greenfield (tiếng Anh: Greenfield Township) là một xã thuộc quận Monroe, tiểu bang Arkansas, Hoa Kỳ. Năm 2010, dân số của xã này là 232 người.